# Almonacid de Zorita
Almonacid de Zorita – gmina w Hiszpanii, w prowincji Guadalajara, w Kastylii-La Mancha, o powierzchni 44,9 km². W 2011 roku gmina liczyła 789 mieszkańców.